# Dzikowiec (Basses-Carpates)
Pour les articles homonymes, voir Dzikowiec.
Dzikowiec est une localité polonaise, siège de la gmina de Dzikowiec, située dans le powiat de Kolbuszowa en voïvodie des Basses-Carpates.